# 維奧萊特山 (阿肯色州)
維奧萊特山（英語：Violet Hill）是位於美國阿肯色州伊澤德縣的一個非建制地區。該地的面積和人口皆未知。

## 地理
維奧萊特山的座標為36°09′13″N 91°50′30″W / 36.15361°N 91.84167°W，而該地的平均海拔高度為228米（即748英尺）。